# Microdaphne
Microdaphne là một chi ốc biển, là động vật thân mềm chân bụng sống ở biển trong họ Conidae.

## Các loài
Các loài thuộc chi Microdaphne bao gồm:
- Microdaphne morrisoni Rehder, 1980[2]
- Microdaphne trichodes (Dall, 1919)[3]